# Cruising with Ruben & the Jets
| 전문가 평가                                          | 전문가 평가 |
| 평가 점수                                            | 평가 점수   |
| 출처                                                 | 점수        |
| ---------------------------------------------------- | ----------- |
| Allmusic (Cruising with Ruben & the Jets 1984 Remix) | [ 3 ]       |
| Allmusic (Greasy Love Songs)                         | [ 4 ]       |
| Rolling Stone                                        | (positive)  |

《Cruising with Ruben & the Jets》는 마더스 오브 인벤션의 네 번째 스튜디오 음반이다. 1968년 12월 2일, MGM 레코드의 배포와 함께 비자 레코드 및 버브 레코드에 발매되었으며, 이후 프랭크 자파에 의해 리믹스되어 독립적으로 재발매되었다.
이 밴드의 이전 세 음반과 마찬가지로, 이 음반은 1950년대 두왑과 로큰롤의 영향을 받은 콘셉트 음반이다. 이 음반의 콘셉트는 마더스 오브 인벤션을 의인화된 개들로 묘사한 칼 쉔켈의 커버 일러스트레이션으로 대표되는 가공의 치카노 두왑 밴드 루벤 & 더 제츠를 다루고 있다. 이 음반은 《No Commercial Potential》이라는 프로젝트의 일환으로 구상되었는데, 이 프로젝트에서는 《Lumpy Gravy》, 《We're Only in It for the Money》, 《Uncle Meat》라는 세 장의 음반을 프로듀싱을 했다.
그 음반과 그 싱글들은 두왑 사운드 때문에 라디오에서 약간의 성공을 거두었다. 밴드 루벤 앤 더 제츠의 이름은 이 음반의 이름을 따서 지어졌다.

## 녹음
레이 콜린스는 높은 가성이 녹음에 적합했기 때문에 음반 녹음을 위해 마더스 오브 인벤션에 다시 합류했다. 콜린스에 따르면, "저는 포 에이시스, 포 프레시맨, 프랭키 레인, 프랭크 시나트라, 제시 볼드윈에서 자라면서 캘리포니아주 포모나에서 자란 스타일을 가지고 왔습니다. R&B의 초기 영향력은 제가 고등학교 10학년이었을 때 캘리포니아주 남부 지역으로 유입되었습니다. 그리고 피터 포터의 쇼를 기억하는데, 그 중 첫 번째 R&B 곡조는 'Oop-Shoop'이었던 것 같아요. 프랭크는 사실 '진짜 블루스'에서 더 많은 영향을 받았습니다. 머디 워터스 같은 사람들 말이죠. 하지만 저는 어렸을 때 그런 것에 관심이 없었어요. 저는 팝 문화, 팝 라디오에 더 가까웠고, 비록 제가 존 리 후커와 그 모든 사람들을 사랑하지만, 그것은 초기 블루스 음악보다 항상 제가 더 좋아했습니다."

## 곡 목록
모든 곡들은 특별한 언급이 없는 한 프랭크 자파에 의해 작사/작곡하였다.
| #  | 제목                           | 작사·작곡            | 재생 시간 |
| -- | ------------------------------ | -------------------- | --------- |
| 1. | 〈Cheap Thrills〉              |                      | 2:23      |
| 2. | 〈Love of My Life〉            |                      | 3:10      |
| 3. | 〈How Could I Be Such a Fool〉 |                      | 3:35      |
| 4. | 〈Deseri〉                     | 레이 콜린스, 폴 버프 | 2:07      |
| 5. | 〈I'm Not Satisfied〉          |                      | 4:03      |
| 6. | 〈Jelly Roll Gum Drop〉        |                      | 2:20      |
| 7. | 〈Anything〉                   | 콜린스               | 3:04      |

| #   | 제목                          | 작사·작곡    | 재생 시간 |
| --- | ----------------------------- | ------------ | --------- |
| 8.  | 〈Later That Night〉          |              | 3:06      |
| 9.  | 〈You Didn't Try to Call Me〉 |              | 3:57      |
| 10. | 〈Fountain of Love〉          | 자파, 콜린스 | 3:01      |
| 11. | 〈No No No〉                  |              | 2:29      |
| 12. | 〈Anyway the Wind Blows〉     |              | 2:58      |
| 13. | 〈Stuff Up the Cracks〉       |              | 4:35      |